# Daresalam
Daresalam es una película dramática del director chadiano Issa Serge Coelo estrenada en el año 2000. Es considerada una de las pocas películas africanas recientes que ha tratado el tema de los conflictos internos que han asolado el continente africano desde la independencia. Aunque está ambientada en un país africano ficticio llamado Daresalam, refleja la realidad de la guerra civil que asoló al Chad durante las décadas de 1960 y 1970.

## Sinopsis
La película se desarrolla en un país ficticio del África central llamado Daresalam, nombre que significa "la tierra de la paz" en árabe, en medio de una guerra civil. Tiene como protagonistas a dos jóvenes amigos, Koni (Haikal Zakaria) y Djimi (Abdoulaye Ahmat), cuya existencia pacífica se ve interrumpida cuando el gobierno central llega a su aldea y obliga a sus habitantes a pagar nuevos impuestos para ayudar a combatir la guerra.
Se produce una acalorada discusión que causa la muerte de un funcionario del gobierno, lo que provoca en represalia la quema del pueblo y la masacre de sus habitantes. Koni y Djimi se unen a la rebelión, pero sus intereses al final los separan. Koni es ejecutado más tarde en un golpe de Estado y Djimi deja a los rebeldes para volver a su pueblo natal con una viuda de guerra y una máquina de coser que le dejó un combatiente caído, con la que intentará empezar una nueva vida para él y su familia.

## Reparto
- Haikal Zakaria es Djimi
- Abdoulaye Ahmat es Koni
- Gérard Essomba es Adoum
- Sidiki Bakaba es Félix
- Youssouf Djaoro es Tom
- Garba Issa Malloum es Yacoub
- Baba Hassan Fatime es Achta

## Recepción
El diario LA Weekly juzgó positivamente la película, calificándola como "dolorosamente bella y triste... termina con una nota de optimismo irónico más radical que todo el nihilismo calculado que se presenta actualmente en las pantallas de cine occidentales" y comparándola con La Virgen de los sicarios de Barbet Schroeder en su ambición común de "arrojar luz sobre las oscuras existencias".
El escritor Roy Armes asegura que Coelo evita cualquier heroísmo, mostrando las limitaciones de los rebeldes y la confusión del conflicto. Aunque juzga la obra como "un estudio sincero y serio de un aspecto clave del África contemporánea", considera que a la película le falta la pasión de las obras de Med Hondo sobre los rebeldes del Frente Polisario, posiblemente por la creencia de Coelo de que "el cine debe hacer preguntas en lugar de dar respuestas", lo que podría explicar la distancia entre los dos protagonistas. La película también es mencionada por Françoise Pfaff como un ejemplo de una nueva serie de películas históricas africanas que evitan la simplificación excesiva del pasado, y en particular su problemática descripción de la África post-independentista es vista por el escritor como similar a Mortu Nega de Flora Gomes.